# Northwest Territories
Northwest Territories (franska: Territoires du Nord-Ouest), på svenska även Nordvästterritorierna, är ett av Kanadas tre territorier. Huvudstaden heter Yellowknife. 

## Geografi
Northwest Territories är beläget i norra Kanada och gränsar till Kanadas två andra territorier; till Yukon i väst och till Nunavut i öst. I söder gränsar det till provinserna British Columbia, Alberta och Saskatchewan – denna gräns löper längs med den 60:e nordliga breddgraden och ses som ett rakt streck på kartan. Arealen uppgår till 1,140,835 km². Geografiska karakteristika inkluderar de två större sjöarna Stora Björnsjön och Stora Slavsjön, liksom Mackenziefloden och kanjonerna i Nahanni nationalpark vilken är upptagen på Unescos världsarvslista. Av Kanadas arktiska öar hör till territoriet Banks Island, Borden Island, Prince Patrick Island samt delar av Victoriaön och Melville Island. Den högsta punkten utgörs av Mount Nirvana, som ligger nära gränsen mot Yukon, med sina 2 773 m ö.h.

## Historia
Northwest Territories skapades i juni 1870, då Hudson Bay-kompaniet överlät Rupert's Land samt Nordvästra territoriet till Storbritannien som i sin tur överlät området till den kanadensiska regeringen. Vid denna tidpunkt upptog territoriet den största delen av Kanadas yta – alla kanadensiska områden utanför British Columbia, De stora sjöarnas stränder, Saint Lawrenceflodens dalgång och den sydliga tredjedelen av Québec, Kustprovinserna, British Arctic Territories, Newfoundland och Labradorhalvöns kust tillhörde Northwest Territories. 
Från strax efter det att territoriet skapades fram till nyligen har det fått sin areal minskad flera gånger, då landstycken har tilldelats nya territorier eller provinser. Senaste gången var i april 1999 då mer än halva Northwest Territories, sett till ytan, bildade det nya territoriet Nunavut. 

### Förändringar av territoriet

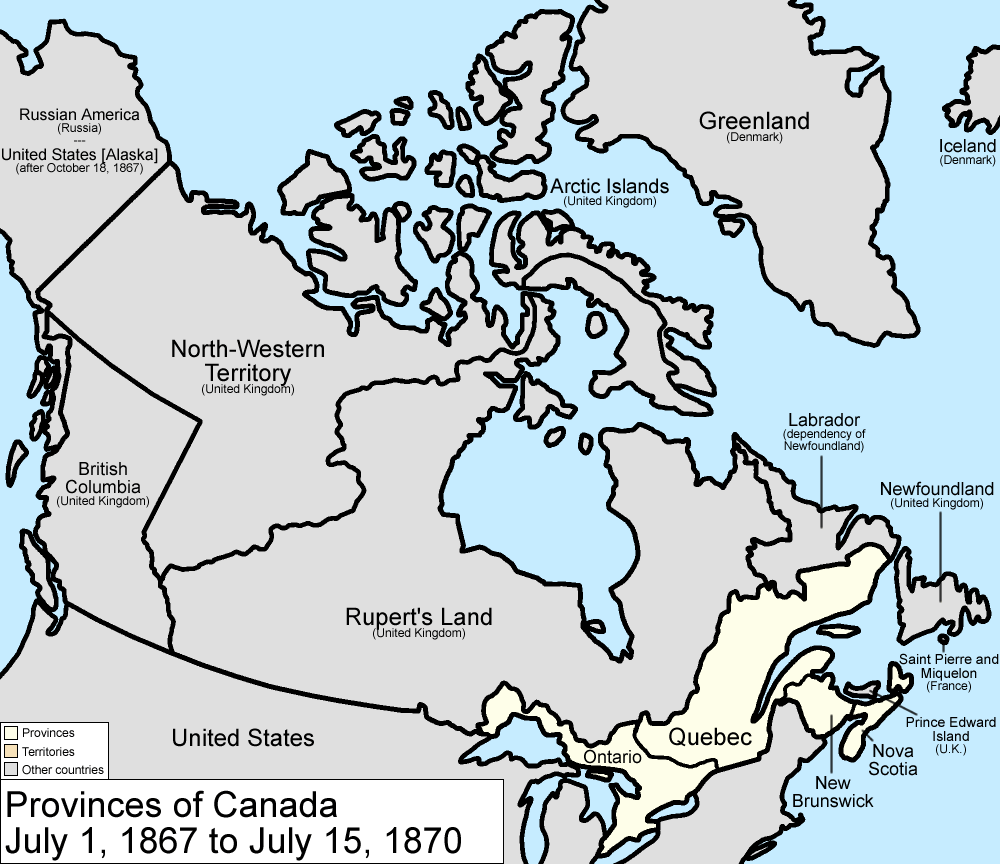
Karta över Kanada 1867-1870
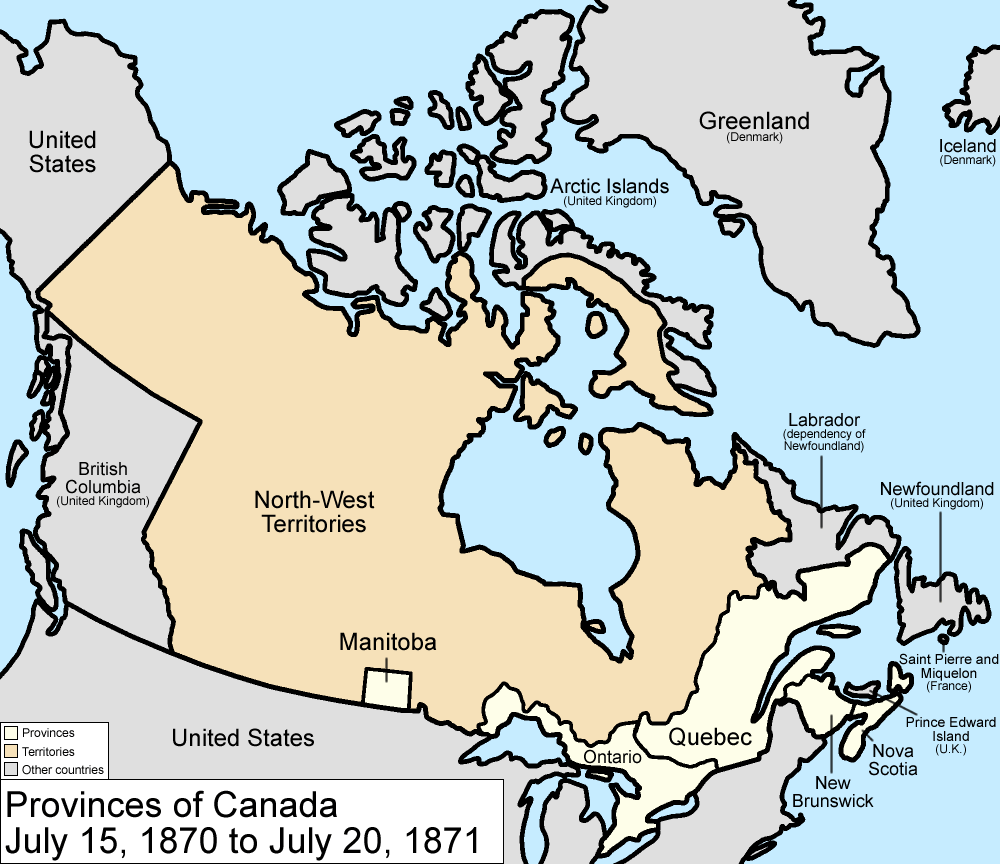
Karta över Kanada 1870-1871
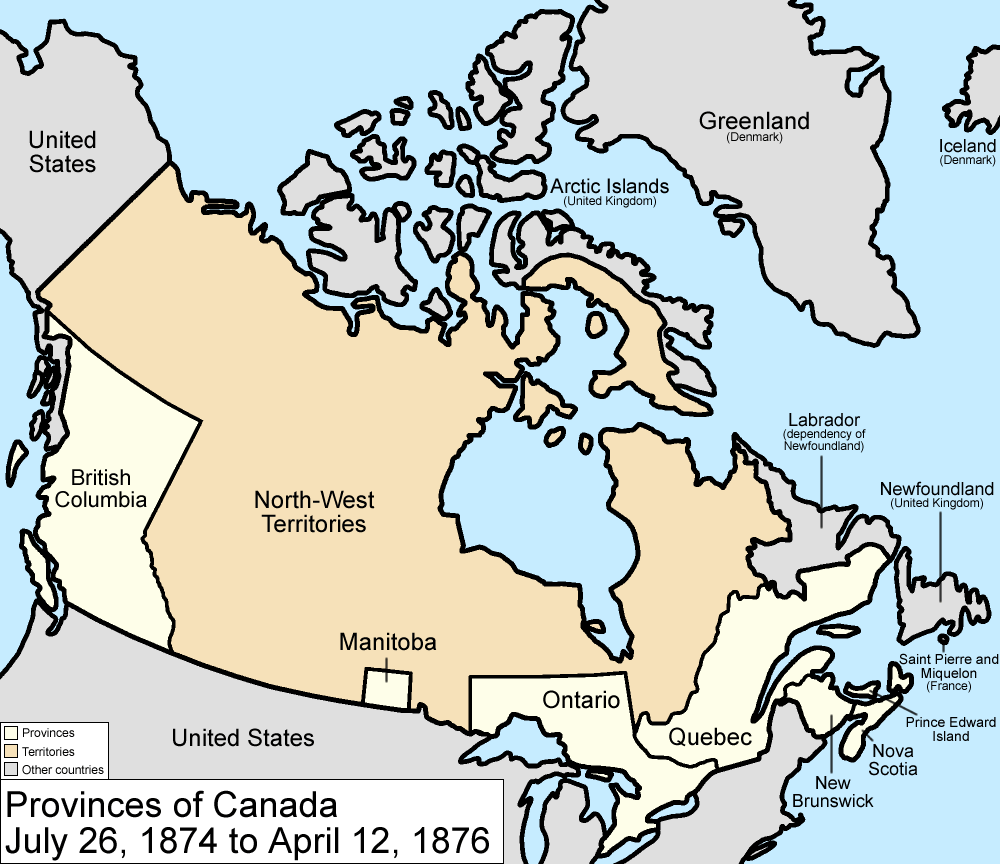
Karta över Kanada 1874-1876
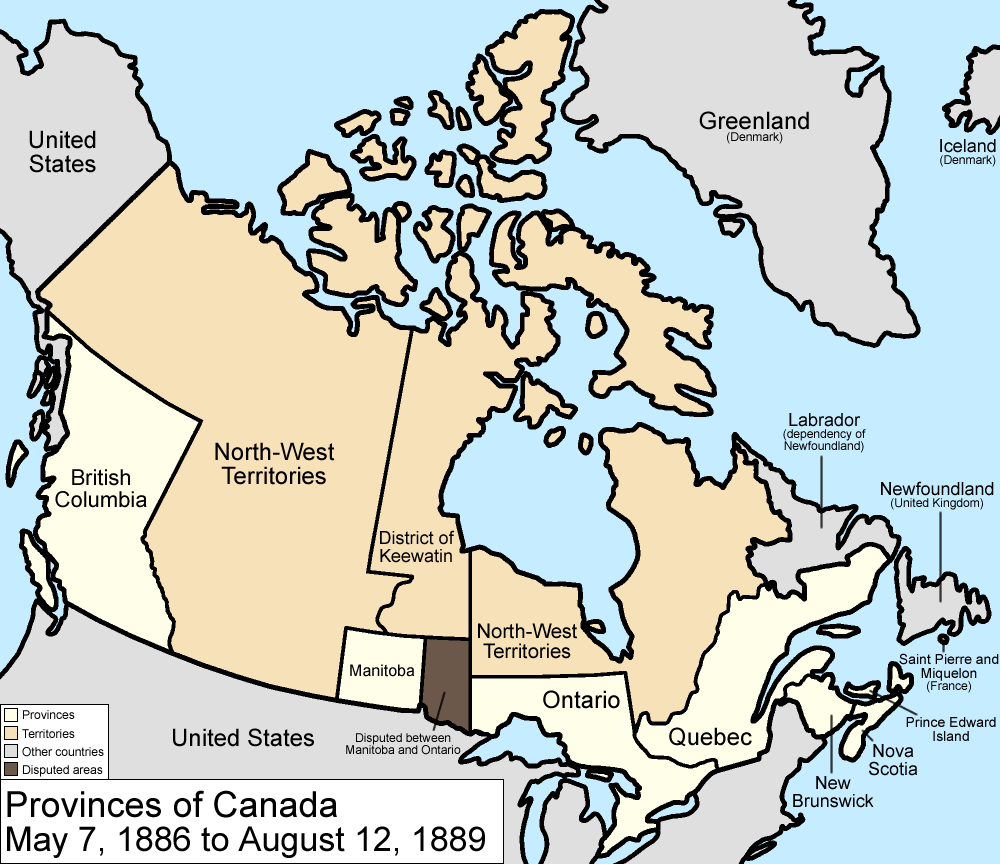
Karta över Kanada 1886-1889
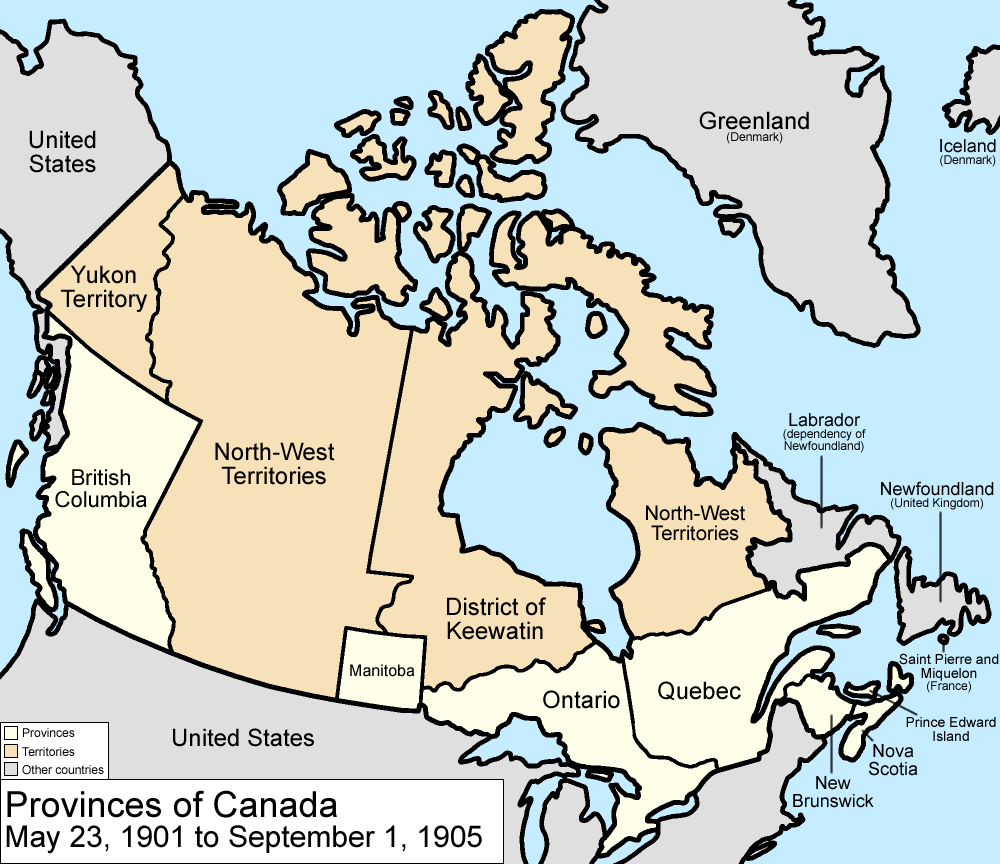
Karta över Kanada 1901-1905
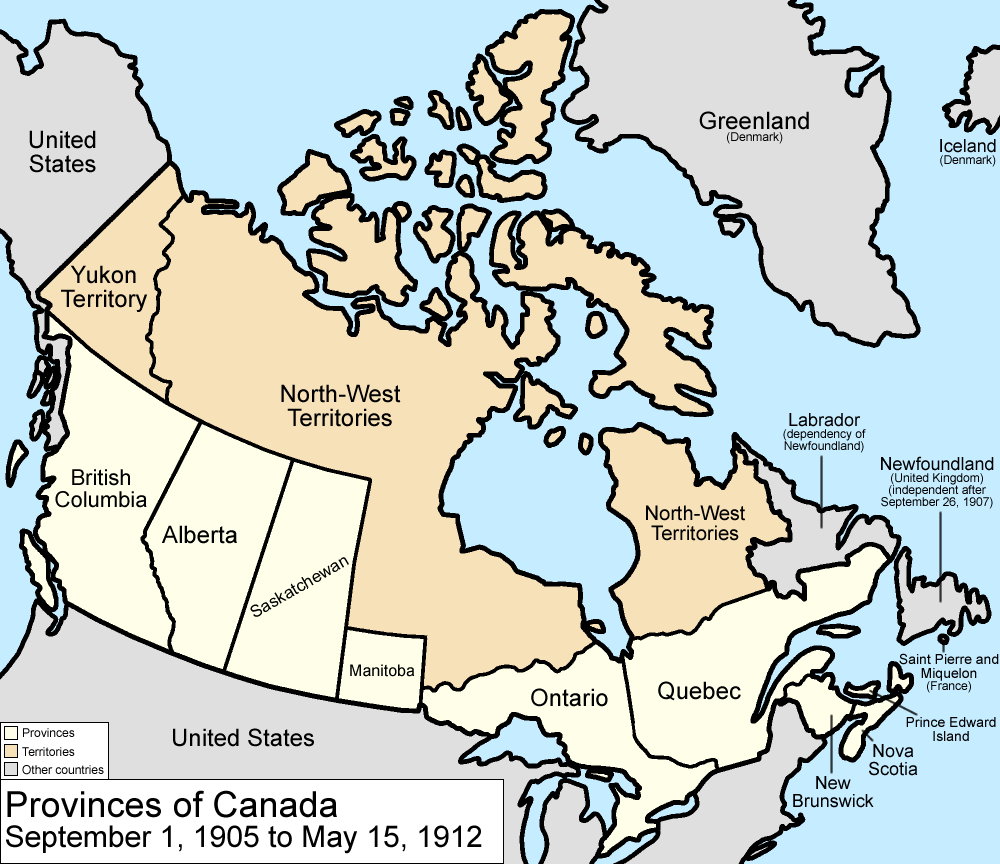
Karta över Kanada 1905-1912
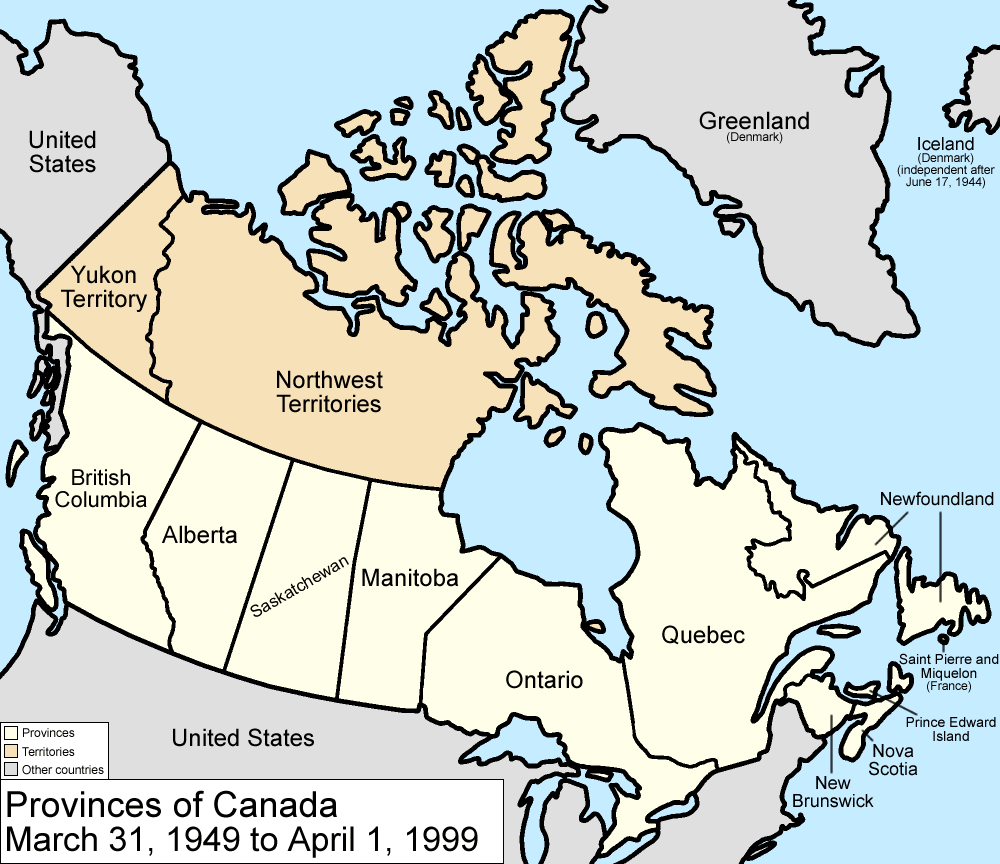
Karta över Kanada 1949-1999
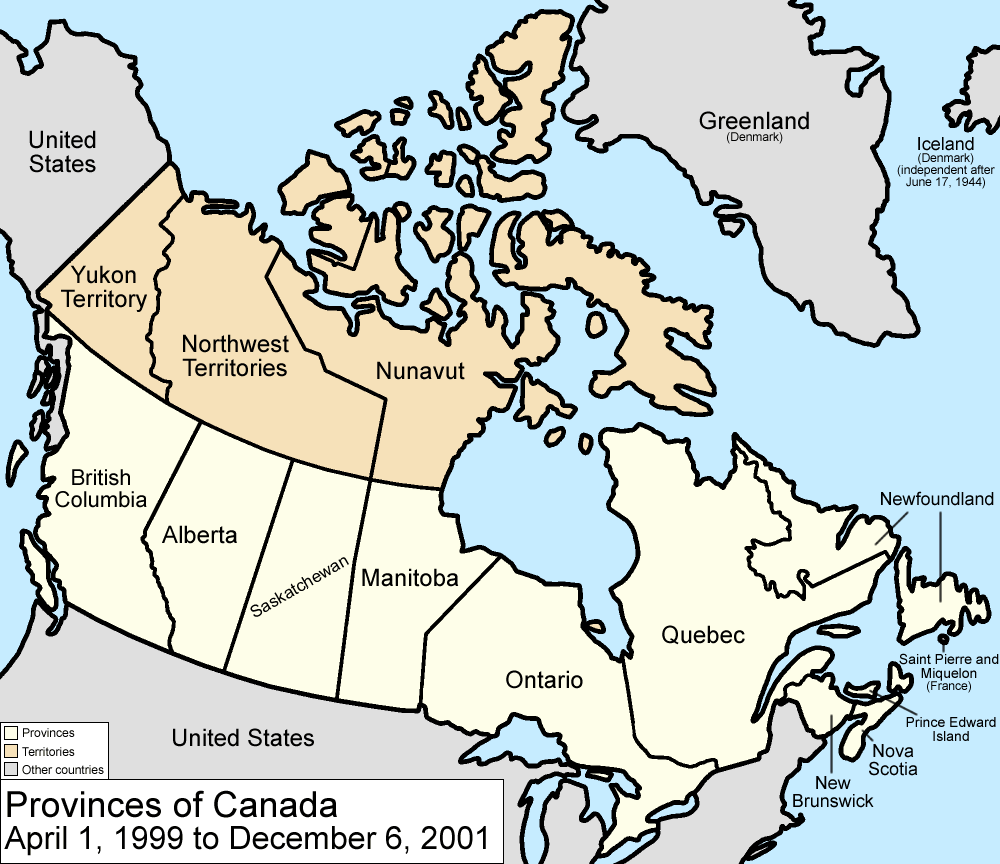
Karta över Kanada 1999-2001

## Demografi
Enligt 2001 års folkräkning i Kanada uppgick Northwest Territories' befolkning till 37 360 invånare. Invånarna fick även ange sin etnicitet, med de 10 största registrerade etniciteterna som följande: indiansk (36,0%), kanadensisk (19,6%), engelsk (16,6%), skotsk (14,0%), irländsk (12,0%), inuitisk (11,2%), fransk (10,4%), tysk (8,1%), métisisk (8,0%), ukrainsk (3,4%)

### Språk
Territoriet räknar elva officiella språk. Utöver nationalspråken, engelska och franska, innehar nio inhemska språk officiell status: tre stycken eskimåisk-aleutiska (Inuinnaqtun, Inuktitut och Inuvialuktun), fem stycken athapaskiska (Gwich’in, Chipewyanska, Nordlig Slavey, Sydlig Slavey och Dogrib) och algonkinspråket Cree.

### Religion
Enligt 2001 års folkräkning i Kanada var de största religiösa samfunden, i procent av territoriets
befolkning: Romersk-katolska kyrkan (46%), Anglikanska kyrkan i Kanada (15%) samt United Church of Canada (6%).

## Ekonomi

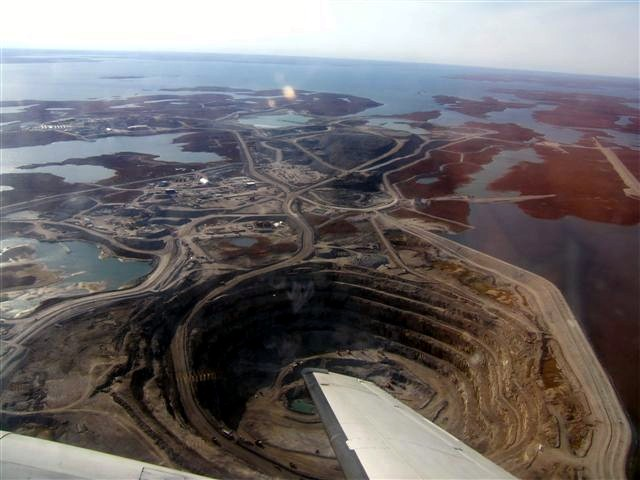
Diavik diamantgruva i norra Slav-regionen.

Northwest Territories har flera betydande naturtillgångar, däribland diamanter, guld och naturgas. Tillgången till dessa, tillsammans med det låga invånarantalet, ger Northwest Territories högsta BNP per capita av alla Kanadas provinser och territorier. 

## Politik
Till skillnad från provinsernas regeringar samt Yukons regering, så har regeringen för Northwest Territories inga politiska partier. 

### Fotnoter
1. ↑  ”Canadian Provinces A-O” (på engelska). World Statesmen. http://www.worldstatesmen.org/Canada_Provinces_A-O.html#Northwest. Läst 29 december 2012.